# Callimetopus tagalus
Callimetopus tagalus är en skalbaggsart som först beskrevs av Heller 1899.  Callimetopus tagalus ingår i släktet Callimetopus och familjen långhorningar.
Artens utbredningsområde är Filippinerna. Inga underarter finns listade.